# Малишкін Василь Федорович
Василь Федорович Малишкін (26 грудня 1896, Марковський рудник під Юзівкою — 1 серпня 1946) — генерал-майор РСЧА, генерал-майор ЗС КОНР.

## Життєпис
Народився в родині службовців. З серпня 1908 по червень 1916 року навчався в Новочеркаській гімназії. У жовтні 1916 року зарахований рядовим у 252-й запасний піхотний полк. У червні 1917 року відправлений у юнкерське Чугуївське військове училище, після закінчення якого деякий час служив молодшим офіцером, потім у чині прапорщика, переведений назад до 252-го полку, де служив до жовтня 1917 року.
Учасник Громадянської війни з квітня 1918 року, двічі поранений. Член ВКП (б) з 1919 року.
У жовтні 1924 року направлений на навчання у Військову академію РСЧА. Після закінчення у червні 1927 року призначений начальником штабу 33-й стрілецької дивізії в Могильові.
У жовтні 1930 року переведений до Москви на посаду начальника штабу Вищих стрілецько-тактичних курсів удосконалення командного складу «Выстрел». З листопада 1931 року — начальник сектора управлінь військово-навчальних закладів. У грудні 1933 року направлений до Києва на посаду начальника піхотної школи.
У травні 1935 року призначений військовим комісаром і командиром 99-ї стрілецької дивізії. У грудні 1936 року переведений у Читу на посаду заступника начальника штабу ЗабВО. У серпні 1937 року призначений начальником штабу 57-го особливого корпусу в Улан-Уде.
9 серпня 1938 року заарештований органами НКВС як «ворог народу» — учасник антирадянського військової змови і шпигун. На слідстві визнав себе винним у всіх інкримінованих злочинах, але на засіданні ВКВС СРСР від своїх свідчень відмовився, внаслідок чого «справу» відправили на дослідування для додаткових очних ставок. У жовтні 1939 року «справа» Малишкіна було припинено «за відсутністю в його діях складу злочину».
Після реабілітації в грудні 1939 року призначений старшим викладачем Академії Генерального штабу.
12 липня 1941 року в званні комбрига обійняв посаду начальника штабу 19-ї армії Західного фронту. У жовтні 1941 року присвоєно військове звання генерал-майор. Бої з прориву з оточення 11-12 жовтня закінчилися безрезультатно.
24 жовтня 1941 року під час виходу з «котла» був захоплений у полон німецьким патрулем. У момент полонення був у цивільному одязі і назвався рядовим Володіним.
Відправлений до табору військовополонених під Вязьму, де впізнаний і виданий одним зі співробітників штабу армії. На допитах повідомив застарілі відомості, після чого етапований в офлагах під Смоленськом. У січні 1942 року переведений до табору Фюрстенберг на Одері. З квітня — на курсах пропагандистів у Вульгайде. У липні призначений викладачем і помічником по керівництву заняттями начальника курсів барона Г. фон де Роппа. У грудні зустрівся з капітаном В. К. Штрик-Штрнкфельдом. За його сприяння переведений до Берліна у відділ пропаганди ОКВ, де познайомився з генерал-лейтенантом А. А. Власовим і став одним з головних учасників Власовського руху.
24 січня 1943 року в Особливому опитувальному таборі в Летцене дав свідчення раднику німецького МЗС Г. Хильгеру про плани Сталіна щодо Німеччини на 1941 рік. З березня брав участь у редагуванні газети «Зоря». Керував 1-й антибільшовицької конференцією колишніх бійців і командирів РККА в Дабендорфе. У липні відвідав Париж. Зустрічався з представниками білої військової еміграції, зокрема з професором, генерал-лейтенантом М. М. Головіним.
24 липня з великим успіхом виступив у залі Ваграм перед численною російської аудиторією з промовою, що носила яскраво виражений незалежний і національний характер. Після виступу короткий час утримувався під арештом у гестапо. З березня 1944 року керував пропагандною групою, яка відвідувала російські батальйони РОА на південному узбережжі Франції.
З листопада 1944 року — член Президії КОНР, начальник Головного організаційного управління. Очолював всю роботу по організації практичної діяльності управлінь та відділів КОНР. 6 лютого 1945 року разом з управлінням евакуювався з Берліна в Карлсбад. У квітні отримав завдання і повноваження від генерал-лейтенанта Власова вступити в контакт з американським командуванням для переговорів про надання чинам ВС КОНР політичного притулку.
29 квітня за посередництва секретаря Головного організаційного управління контроль Д. А. Левицького та офіцера з особливих доручень Управління безпеки КОНР капітана ЗС КОНР В. А. Ларіонова вступив в переговори з начальником відділу армійської розвідки штабу 7-ї американської армії полковником Снайдером. 4 травня відправлений до табору Аугсбург. 9 травня американцями оголошений інтернованим. Утримувався разом з генерал-лейтенантом ВС КОНР Г. Н. Жіленкова, капітаном ВС КОНР Н. Ф. Лапіним, капітаном В. К. Штрик-Штрікфельдом та іншими власовцами. 1 серпня переведений до табору Секкенхейм, де містилася велика група офіцерів ЗС КОНР. 2 жовтня переведений у складі групи в табір УСС США Оберрусель під Франкфуртом-на-Майні. За пропозицією співробітника УСС, який виступив під псевдонімом Сандерс, написав доповідну записку про підготовку командного складу в РСЧА і роботі АГШ.
25 березня 1946 року в наручниках переданий у радянську окупаційну зону. У Москві допитувався начальником відділення слідчого відділу ГУКР «СМЕРШ» підполковником Соколовим і майором Коваленком. 18 квітня отримав звинувачення, з яким повністю погодився. За вироком ВКВС СРСР в ніч на 1 серпня повішений у дворі Бутирської в'язниці.

## Нагороди
- Орден Червоного Прапора
- Орден «Знак Пошани»